# Coniophanes fissidens
Espèce
Synonymes
- Coronella fissidens Günther, 1858
- Coniophanes proterops Cope, 1860
- Coniophanes punctigularis Cope, 1860
- Dromicus chitalonensis Müller, 1878
- Coniophanes fissidens obsoletus Minton & Smith, 1960

Coniophanes fissidens est une espèce de serpents de la famille des Dipsadidae.

## Répartition
Cette espèce se rencontre au Mexique, au Belize, au Guatemala, au Honduras, au Salvador, au Nicaragua, au Costa Rica, au Panamá, en Colombie, en Équateur et au Pérou.

## Liste des sous-espèces
Selon The Reptile Database (29 août 2013) :
- Coniophanes fissidens convergens Shannon & Smith, 1950
- Coniophanes fissidens dispersus Smith, 1941
- Coniophanes fissidens fissidens (Günther, 1858)
- Coniophanes fissidens proterops Cope, 1860
- Coniophanes fissidens punctigularis Cope, 1860

## Publications originales
- Cope, 1860 : Catalogue of the Colubridae in the Museum of the Academy of Natural Sciences of Philadelphia, with notes and descriptions of new species. Part 2. Proceedings of the Academy of Natural Sciences of Philadelphia, vol. 12, p. 241-266 (texte intégral).
- Günther, 1858 : Catalogue of Colubrine Snakes in the Collection of the British Museum, London, p. 1-281 (texte intégral).
- Shannon & Smith, 1950 "1949" : Herpetological Results of the University of Illinois Field Expedition. Transactions of the Kansas Academy of Sciences, vol. 52, no 4, p. 494-509.
- Smith, 1941 : The Mexican subspecies of the snake Coniophanes fissidens. Proceedings of the United States National Museum, vol. 91, p. 103-112 (texte intégral).